# 雙脊日本花介
雙脊日本花介（学名：Nipponocythere bicarinta）为彎貝介科日本花介屬下的一个种。